# S (тип підводних човнів США)
| ПЧ типу «S»                     | ПЧ типу «S»                                       | ПЧ типу «S»                                       |
| ------------------------------- | ------------------------------------------------- | ------------------------------------------------- |
| United States S-class submarine |                                                   |                                                   |
|                                 |                                                   |                                                   |
|                                 |                                                   |                                                   |
| Під прапором                    | США                                               | США                                               |
| Спуск на воду                   | 1918—1920 рр (51 човен)                           | 1918—1920 рр (51 човен)                           |
| Виведений зі складу флоту       | 1918—1931, 1941—1946 р                            | 1918—1931, 1941—1946 р                            |
| Сучасний статус                 | утилізовані                                       | утилізовані                                       |
| Проєкт                          |                                                   |                                                   |
| Розробник проєкту               | Electric Boat                                     | Electric Boat                                     |
| Основні характеристики          |                                                   |                                                   |
| Гранична глибина занурення      | 61 м                                              | 61 м                                              |
| Екіпаж                          | 38 осіб                                           | 38 осіб                                           |
| Розміри                         |                                                   |                                                   |
| Озброєння                       |                                                   |                                                   |
| Артилерія                       | 1х(4") 102-мм / 50 калібри 1х12,7-мм (0,5")       | 1х(4") 102-мм / 50 калібри 1х12,7-мм (0,5")       |
| Торпедно- мінне озброєння       | 4 носових ТА калібру 21 дюймів — 533 мм, 8 торпед | 4 носових ТА калібру 21 дюймів — 533 мм, 8 торпед |
| Зображення на Вікісховищі       |                                                   |                                                   |

S (тип підводних човнів США) — 51 однотипний підводний човен ВМС США. Ці човни були продовженням вдосконалення човнів типу «R». Несли службу у 1918—1946 рр.
Будувалися чотирма серіями. До 1925 завершено будівництво 51 суден цього типу, в тому числі 31 побудованого на Electric Boat, 15 на General Dynamics, підводний човен S-3 на PNY) і S 2 на (Simon Lake). Служили в складі ВМС США 48 човнів цього типу (і ще три човни було втрачено внаслідок аварій ще до передачі флоту).

## Історія
Цей тип ПЧ г складався з п"яти різних серій: «S-1», «S-2», «S-3», «S-42» і «S-48» Будівництво першого корабля типу «S» закладено в 1917 році. Спуск на воду відбувся 26 жовтня 1918 і введено в експлуатацію 5 червня 1920. Останній човен став у стрій в 1922 році. Три човни були втрачені в результаті аварій до початку Другої світової війни, 6 пішли на злам. Після початку війни шість човнів було передано в Королівський флот Великої Британії, з котрих 5 було втрачено під час Другої світової війни. Човни під час війни вважалися застарілими і використовуються тільки для допоміжних цілей: розвідки, транспорту, як навчльні і як мішені. Човни, що пережили війну, були списані в 1946 році.
| № човна    | Човнів | Серія | Роки будови | Тоннаж (т) | Довжина (м) | Швидкість (підводна) | ТА (шт/калібр) | Гармата    | Екіпаж | Глибина занурення (м) |
| ---------- | ------ | ----- | ----------- | ---------- | ----------- | -------------------- | -------------- | ---------- | ------ | --------------------- |
| SS 105     | 25     | S-1   | 1918-1921   | 800/1062   | 66          | 14,5 / 11            | 4 х 533 мм     | 1 x 102 мм | 38     | 61                    |
| SS 123—146 | 25     | S-1   | 1918-1921   | 800/1062   | 66          | 14,5 / 11            | 4 х 533 мм     | 1 x 102 мм | 38     | 61                    |
| SS 106     | 1      | S-2   | 1919        | 800/977    | 63          | 15 / 11              | 4 х 533 мм     | 1 x 102 мм | 38     | 61                    |
| SS 107     | 15     | S-3   | 1918-1920   | 875/1088   | 71          | 15 /11               | 4 х 533 мм     | 1 x 102 мм | 38     | 61                    |
| SS 109—122 | 15     | S-3   | 1918-1920   | 875/1088   | 71          | 15 /11               | 4 х 533 мм     | 1 x 102 мм | 38     | 61                    |
| SS 159—162 | 4      | S-48  | 1921        | 903/1230   | 81          | 14,5 / 11            | 4 х 533 мм     | 1 x 102 мм | 38     | 61                    |

## Представники
| Назва         | Переданий флоту | Виведений з Флоту | Примітки |
| ------------- | --------------- | ----------------- | --- |
| S-1 (SS-105)  | 5.06.1920       | 20.04.1942        | 1942 року переданий флоту Великої Британії, де отримав назву « HMS p. 552» 1944 повернутий ВМС США. 23 березня 1945 проданий на злам. |
| S-2 (SS-106)  | 25.05.1920      | 25.11.1929        | 1931 проданий на злам. |
| S-3 (SS-107)  | 30.01.1919      | 24.03.1931        | Списаний 25 січня 1937 і згодом утилізований. |
| S-4 (SS-109)  | 19.11.1919      | 7.04.1933         | 1927 затонув після зіткнення. Весь екіпаж загинув. 1928 був піднятий і відновлений. 1936 був затоплений. |
| S-5 (SS-110)  | 6.03.1920       | 1.09.1920         | Затонув під час тестування занурення т в результаті нещасного випадку. Весь екіпаж був врятований. 1921 утилізований. |
| S-6 (SS-111)  | 17.05.1920      | 10.04.1931        | Списаний 25 січня 1937 і згодом утилізований. |
| S-7 (SS-112)  | 1.07.1920       | 3.04.1931         | Списаний 25 січня 1937 і згодом утилізований. |
| S-8 (СС-113)  | 1.10.1920       | 11.04.1931        | Списаний 25 січня 1937 і згодом утилізований. |
| S-9 (СС-114)  | 21.02.1921      | 15.04.1931        | Списаний 25 січня 1937 і згодом утилізований. |
| S-10 (СС-115) | 21.09.1922      | 17.07.1936        | Списаний 17 липня 1936. 13 листопада 1936 проданий на злам. |
| S-11 (SS-116) | 11.01.1923      | 2.05.1945         | На війні використовується в основному в Карибському басейні. 28 жовтня 1945 потоплений як навчальна мішень. |
| S-12 (SS-117) | 30.04.1923      | 18.05.1945        | На війні використовується в основному в Карибському басейні. 28 жовтня 1945 потоплений як навчальна мішень. |
| S-13 (SS-118) | 14.06.1923      | 10.04.1945        | На війні використовується в основному в Карибському басейні. 28 жовтня 1945 потоплений як навчальна мішень. |
| S-14 (SS-119) | 11.01.1921      | 18.05.1945        | На війні використовується в основному в Карибському басейні. 16 листопада 1945 потоплений як навчальна мішень. |
| S-15 (SS-120) | 15.01.1921      | 11.06.1946        | На війні використовується в основному в Карибському басейні. 4 грудня 1945 потоплений як навчальна мішень. |
| S-16 (SS-121) | 17.12.1920      | 4.10.1944         | На війні використовується в основному в Карибському басейні. 3 квітня 1945 потоплений як навчальна мішень. |
| S-17 (СС-122) | 1.03.1921       | 4.10.1944         | 5 квітня 1945 потоплений як навчальна мішень. |
| S-18 (SS-123) | 3.04.1924       | 29.10.1945        | Ніс бойову службу в Північній частині Тихого океану. 1946 проданий на злам. |
| S-19 (SS-124) | 24.08.1921      | 20.02.1934        | Згідно з Військово-морської угоди в Лондоні 1930 року був затоплений. |
| S-20 (SS-125) | 22.11.1922      | 16.06.1945        | 22 січня 1946 проданий на злам. |
| S-21 (SS-126) | 24.08.1921      | 14.09.1942        | 1942 року переданий флоту Великої Британії, де отримав назву « HMS p. 553» 1944 повернутий ВМС США. 23 березня 1945 проданий на злам. |
| S-22 (SS-127) | 23.06.1924      | 19.06.1942        | 1942 року переданий флоту Великої Британії, де отримав назву « HMS p. 554» 1944 повернутий ВМС США. 16 листопада 1945 проданий на злам. |
| S-23 (SS-128) | 30.10.1923      | 2.11.1945         | Ніс бойову службу в Північній частині Тихого океану. 1946 проданий на злам. |
| S-24 (SS-129) | 24.08.1923      | 10.08.1942        | 1942 року переданий флоту Великої Британії, де отримав назву « HMS p. 555» 1945 повернутий ВМС США. Утилізований 1947. |
| S-25 (SS-130) | 9.07.1923       | 4.11.1941         | 1941 року переданий флоту Великої Британії, де отримав назву « HMS p. 551» і потім був переданий Польщі де отримав назву «OVP Jastrząb». 2 травня 1942 року був потоплений біля Норвегії внаслідок «дружнього вогню» з корабля Kongelige Norske Marine. |
| S-26 (SS-131) | 15.10.1923      | 24.01.1942        | Після зіткнення з протичовновим судном «USS PC-460» в Панамській затоці затонув. (46 загиблих і 3 поранених) |
| S-27 (SS-132) | 22.01.1924      | 25.06.1942        | Сів на мілину біля Ісландії 19 червень 1942 року. Залишений 25 червня. Весь екіпаж вижив. |
| S-28 (SS-133) | 13.12.1923      | 4.07.1944         | Зник при загадкових обставинах біля Оаху, Гаваї, виконуючи навчальне завдання з протичовнової боротьби. |
| S-29 (SS-134) | 22.05.1924      | 5.06.1942         | 5 червня 1942 року переданий флоту Великої Британії, де отримав назву « HMS p. 556». 26 січня 1946 повернутий ВМС США. Утилізований у 1947. |
| S-30 (SS-135) | 29.10.1920      | 9.10.1945         | Ніс бойову службу в Північній частині Тихого океану. 1946 проданий на злам |
| S-31 (SS-136) | 11.05.1922      | 19.10.1945        | Ніс бойову службу в Тихому океані. У травні 1946 проданий на злам. Утилізований у 1947. |
| S-32 (SS-137) | 15.06.1922      | 19.10.1945        | Ніс бойову службу в Тихому океані. У травні 1946 проданий на злам. |
| S-33 (SS-138) | 18.04.1922      | 23.10.1945        | Ніс бойову службу в Тихому океані. 1946 проданий на злам. |
| S-34 (SS-139) | 12.07.1922      | 23.10.1945        | Ніс бойову службу в Тихому океані. 1946 проданий на злам. |
| S-35 (SS-140) | 17.08.1922      | 19.03.1945        | Ніс бойову службу в Тихому океані. 4 квітня 1946 потоплений як навчальна мішень. |
| S-36 (SS-141) | 4.04.1923       | 21.01.1944        | Ніс бойову службу в Тихому океані. Сів на мілину. |
| S-37 (SS-142) | 16.07.1923      | 6.02.1945         | Ніс бойову службу в Тихому океані. 20 лютого 1945 потоплений як навчальна мішень для ударів з повітря. |
| S-38 (SS-143) | 11.05.1923      | 14.12.1944        | Ніс бойову службу в Тихому океані. 20 січня 1945 року потоплений як навчальна мішень для ударів з повітря. |
| S-39 (SS-144) | 14.09.1923      | 15.08.1942        | Ніс бойову службу в Тихому океані. 13-го і 14-го серпня 1942 року сів на риф, а потім затонув. 32 людей було врятовано. |
| S-40 (SS-145) | 20.11.1923      | 29.10.1945        | Ніс бойову службу в Тихому океані. Утилізований в липні 1947. |
| S-41 (SS-146) | 15.01.1924      | 29.10.1945        | Ніс бойову службу в Тихому океані. Проданий на злам в листопаді 1946. |
| S-42 (SS-153) | 20.11.1924      | 25.10.1945        | Ніс бойову службу в Тихому океані. У 1946 проданий на злам. |
| S-43 (SS-154) | 31.12.1924      | 10.10.1945        | Ніс бойову службу в Тихому океані. У 1946 проданий на злам. |
| S-44 (SS-155) | 16.02.1925      | 7.10.1943         | Ніс бойову службу в Тихому океані. Затонув біля Ishigaki перед Атласові острови внаслідок атаки японських есмінців. Тільки дві людини з екіпажу вижили, 56 загинули.                                                                                    |
| S-45 (SS-156) | 31.03.1925      | 30.10.1945        | Ніс бойову службу в Тихому океані і в Карибському басейні. У грудні 1946 проданий на злам. |
| S-46 (SS-157) | 5.06.1925       | 2.10.1945         | Ніс бойову службу в Тихому океані. Проданий на злам в листопаді 1946. |
| S-47 (SS-158) | 16.09.1925      | 25.10.1945        | Ніс бойову службу в Тихому океані. У травні 1946 року, проданий на злам. |
| S-48 (SS-159) | 14.10.1922      | 29.08.1945        | Використовувався як навчальне судна у час війни. Проданий на злам 22 січня 1946. |
| S-49 (SS-160) | 6.06.1922       | 2.08.1927         | перебував на консервації до 1931. 1936 озброєння було демонтоване. Пізніше використовуватися як експериментальний. |
| S-50 (SS-161) | 20.05.1922      | 20.08.1927        | перебував на консервації до 1931 року, пртім був проданий на злам. |
| S-51 (SS-162) | 24.06.1922      | 25.09.1925        | 25 вересня 1925, після зіткнення з торговим судном «Місто Рим» біля Род-Ісландія, затонув. Три члени екінажу вижили і 33 загинули. 1926 року був піднятий і переданий на злам.                                                                          |